# Каба-Дарго
Каба-Дарго или Урахинский союз — вольное общество даргинцев с центром в Урахи. Занимало некоторые территории современных Дахадаевского, Сергокалинского и Каякентского районов Дагестана.

## История
Союз Каба-Дарго занимал территорию, расположенную между территорией Акушинского союза сельских обществ — на западе, обществами Ганк и Гапш — на юге, Тарковским шамхальством — на севере и Кайтагским уцмийством — на востоке. Как и окружающие земли, эта часть Дагестана была заселена с глубокой древности. На территории Каба-Дарго обнаружены археологические памятники, относящиеся к периоду меди и бронзы. В 1951 году на окраине селения Кана-Сираги была обнаружена каменная гробница, где находились вещи, относящиеся к бронзовому веку— медные булавки, бронзовые кольца, серьги и бусы.
Первым государственным образованием, куда входила территория, на которой впоследствии образовался союз Каба-Дарго, являлась Кавказская Албания. Большинство исследователей в состав Кавказской Албании включают и Дагестан. Также территории Каба-Дарго были в составе Шандана.

В 1037 году шанданцы совершили поход в Дербент. 
«Они подошли к воротам города (столицы) ал-Баба и пограничной области». Однако поход оказался неудачным. «Некоторые из них (шанданцев) были взяты в плен, другие убиты», хотя и «среди мусульман были также потери».
В 1040 году был совершен новый поход против Шандана Дербентским правителем, именно после этого и Шандан и распался на отдельные союзы вольных обществ среди которых находилось и Каба-Дарго.  В этот период истории на территории восточных даргинцев господствовала территориальная община. Исследуя IX—XII вв., профессор Р. М. Магомедов пишет: 
«Сведения в письменных источниках о племенах и политических образованиях на территории Акуша-дарга, Буркун-дарга и Каба-дарга относятся ко времени после арабского завоевания, но по этим сведениям трудно составить представление об их хозяйстве, быте и культуре. Общественно-политический строй Акуша-дарга и Каба-дарга в основном зиждился на господстве территориальных общин. Хотя родовая община здесь давно уступила место сельской общине, укрепленные поселения по типу родовых поселков не исчезли В обстановке войн и набегов племенная знать в Дарго имела большие возможности для быстрого обогащения и укрепления своего общественного положения. У отдельных племен Акуша-дарга и Каба-дарга в результате этого начала выделяться феодальная верхушка».
Каба-Дарго входило в состав уцмийства, но получило независимость в конце XVIII века. Союз принимал участие в антииранских выступлениях уцмия Ахмед-хана, а также в битве при Инчхе.
В 1819 году вместе с Акуша-Дарго и Сюргинским обществом союз Каба-Дарго был присоединен к России. Он был включен в состав Даргинского округа.

## Состав
По сведениям 30-х годов XIX века в составе Каба-Дарго находилось 10 сельских обществ, среди которых перечислены: Урахи, Мургук, Викри, Цизгари, Кана-Сираги, Мугри, Цураи, Герга, Дейбук и Меусиша. Согласно Р. М. Магомедову в Каба-Дарго входило 18 сёл.
Крупнейшими селами союза были Урахи, Нижнее Мулебки, Мургук, Дейбук, Меусиша они имели от 200 до 600 и более хозяйств. Остальные села имели от 100 до 200 хозяйств.

## Население
По данным 1860-х годов в центре союза Каба-Дарго — селении Урахи было 678 дворов. Г.-М. Амиров писал, что в Урахи «число домов на 1/3 больше против официального числа».
В 1880-е годы в Урахи было 635 хозяйств и 2768 человек. В отселках его проживало: Сугурбаши-Махи — 169 человек, Махарги-Махи — 618 человек, Аялизи-Махи — 422 человека, Ванаши-Махи — 465 человек, Ая-Махи — 302 человека.
В селении Нижнее Мулебки было 561 дворов и 2520 жителей. Меусиша — 402 двора и 1454 жителей; Мургук — 282 двора и 1150 жителей; Дейбук — 223 двора и 931 житель; Кана-Сираги — 183 двора и 837 жителей; Викри — 193 двора и 925 жителей; Герга — 159 дворов и 705 жителей; Мугри — 159 дворов и 680 жителей; Бускри  —  134 двора и 686 жителей.

## Этимология
Название получило от расположения территории около горы Къяба-дубура, что переводится с даргинского, как «оторванная гора».

## Экономика
Главным занятием населения являлись земледелие и животноводство. Люди выращивали пшеницу, ячмень, голозерный ячмень, овес, просо, коноплю, лен.
Полевые работы проводились в определенные в зависимости от природных условий сроки. В животноводстве основной вес имел крупный рогатый скот, но по количеству поголовья овец было намного больше. Крупный рогатый скот обеспечивал мясными и молочными продуктами и также служил основной тягловой силой.
Основными видами промыслов являлись обработка шерсти, конопли, кож, шкур, железа, дерева, камня.
В Урахи — торговом центре союза — каждую среду собирался базар, куда приезжали как из самого союза, так и из других мест Дагестана, в том числе армяне и евреи, игравшие значимую роль в развитии торговли.